# 加泰隆尼亞人
加泰隆尼亞人（Catalans）是屬於印歐語系的民族，分布在伊比利半島的加泰隆尼亞地方。加泰隆尼亞人有以下兩種定義：
- 被認為屬於加泰隆尼亞民族的人。
- 以加泰隆尼亞語為母語的人。

## 概要
關於「加泰隆尼亞人」的民族意識從何時開始、以何作為基盤而成立的議論相當多。地名・民族名的由來無固定的說法。
通說認為，加泰隆尼亞人和其他的伊比利半島住民同樣以凱爾特伊比利人和拉丁人為直系的祖先，還有迦太基貴族和腓尼基人的混血，以及極早脫離伊斯蘭帝國（後倭馬亞王朝）的支配是重要的特徴。特別是受後者影響，此地域和基督教文化有深厚的連結。此外，作為一個民族最重要的，獨自的語言加泰隆尼亞語的存在。
歷史和語言所構成的加泰隆尼亞民族的自我意識，最後因為和亞拉岡王國的合併、西班牙統一而喪失直到今日。

## 統計
加泰隆尼亞人最多的地方在加泰隆尼亞。法國國內的加泰隆尼亞語地區有至少10萬人以上的加泰隆尼亞語使用者。西班牙帝國時代、西班牙內戰期移住美洲大陸的加泰隆尼亞人數不明。加泰隆尼亞人最集中的地方是墨西哥、阿根廷、古巴、波多黎各等地。

## 關連項目
- 西班牙人

## 外部連結
- US Library of Congress Country Studies: The CatalansArchive.today的存檔，存档日期2012-12-13
- Catalans（页面存档备份，存于）, World Culture Encyclopedia
- Ethnologue for Catalan language（页面存档备份，存于）
- Lletra. Catalan Literature Online（页面存档备份，存于）

1. ↑  de 2016, 9 de Octubre. . El Telégrafo.   [2022-05-23].